# Municipio de Washington (condado de Jones)
El municipio de Washington (en inglés: Washington Township) es un municipio ubicado en el condado de Jones en el estado estadounidense de Iowa. En el año 2010 tenía una población de 364 habitantes y una densidad poblacional de 3,96 personas por km².

## Geografía
El municipio de Washington se encuentra ubicado en las coordenadas 42°15′8″N 90°57′22″O / 42.25222, -90.95611. Según la Oficina del Censo de los Estados Unidos, el municipio tiene una superficie total de 91.93 km², de la cual 91,93 km² corresponden a tierra firme y (0 %) 0 km² es agua.

## Demografía
Según el censo de 2010, había 364 personas residiendo en el municipio de Washington. La densidad de población era de 3,96 hab./km². De los 364 habitantes, el municipio de Washington estaba compuesto por el 99,73 % blancos, el 0,27 % eran de otras razas. Del total de la población el 0,55 % eran hispanos o latinos de cualquier raza.